# Bucculatrix ainsliella
Bucculatrix ainsliella (tên tiếng Anh: Oak Leaf Skeletonizer hoặc 'Oak Skeletonizer) là một loài bướm đêm thuộc họ Bucculatricidae. Nó được tìm thấy ở phần phía bắc của Hoa Kỳ, xuống tới North Carolina và Mississippi và khu vực miền nam của Canada, bao gồm British Columbia.
Sải cánh dài 7–8 mm. Con trưởng thành bay từ tháng 2 tới tháng 8 tùy theo địa điểm.
Ấu trùng ăn các loài Quercus.